# セルニャーノ
セルニャーノ（伊: Sergnano）は、イタリア共和国ロンバルディア州クレモナ県にある、人口約3,500人の基礎自治体（コムーネ）。

## 地理

### 位置・広がり

#### 隣接コムーネ
隣接するコムーネは以下の通り。括弧内のBGはベルガモ県所属を示す。
- カンパニョーラ・クレマスカ
- カプラルバ
- カラヴァッジョ (BG)
- カザーレ・クレマスコ＝ヴィドラスコ
- カステル・ガッビアーノ
- モッツァーニカ (BG)
- ピアネンゴ
- リチェンゴ

### 気候分類・地震分類
気候分類では、zona E, 2404 GGに分類される。
また、イタリアの地震リスク階級 (it) では、zona 3 (sismicità bassa) に分類される。